# Jack Peñate
Jack Peñate er en engelsk singer/ songwriter.
Jack Peñate har både engelske og spanske rødder og begyndte sin musikalske karriere i bandet Jack's Basement med skolekammeraten Felix White (The Maccabees). 
Peñate er kendt for sin energiske live-optræden, og hans koncerter har været genstand for en del opmærksomhed. Efter at have etableret sig som navn på London's club scene fik Jack Peãte en pladekontrakt og udsendte i slutningen af 2006 singlen "Second Minute Or Hour".
I april 2007 kom så EP'en "Spit At Stars", som foruden titelnummeret indeholdt numre som "My Yvonne" og "Cold Thin Line", som er en coverversion af Darondo Pulliam og Al Turner's "Didn't I". 
Desuden lå der også det første nummer, Jack Peñate nogensinde skrev sammen med Jack's Basement, nummeret "Jack Of All Trades".
I oktober 2007 udkom debutalbummet Matinée der indeholdt singlerne "Spit At Stars" og "Torn On The Platform".
Albummet Everything Is New, kom på gaden den 22. juni 2009. Det nye album er produceret af Paul Epworth (Bloc Party, Babyshambles, The Rakes o.lign.) og indspillet gennem tolv måneder i Epworth's studie.